# Neuràlgia
La neuràlgia és el dolor en un o més nervis causat per un canvi en l'estructura neurològica o en la funció dels nervis, més que no pas degut a una excitació dels receptors del dolor sans.
Les neuràlgies es divideix en dues categories: la neuràlgia central, quan la causa del dolor és en sistema nerviós central (medul·la espinal i encèfal), i la neuràlgia perifèrica quan la causa està en els sistema nerviós perifèric.
Aquest dolor inusual es creu que està relacionat amb quatre possibles mecanismes: un trastorn dels canals d'ions; les fibres nervioses esdevenen sensibles mecànicament i creen un senyal ectòpic; els senyals en les fibres tàctils es creuen amb els senyals de les fibres del dolor; i un mal funcionament a causa de danys en el sistema nerviós central.

## Classificació
Sota l'encapçalament general de neuràlgia es troben la neuràlgia del trigemin, la neuràlgia atípica del trigemin, la neuràlgia occipital, la neuràlgia glossofaríngia i la neuràlgia postherpètica (causada per l'herpes zòster). El terme neuràlgia també s'utilitza per referir-se al dolor associat amb la ciàtica i la plexopatia braquial.